# Idiops bonapartei
Idiops bonapartei là một loài nhện trong họ Idiopidae.
Loài này thuộc chi Idiops. Idiops bonapartei được Hasselt miêu tả năm 1888.